# Puerto Lápice
Puerto Lápice ist ein Ort und eine Gemeinde (municipio) mit 865 Einwohnern (Stand: 2024) in der spanischen Provinz Ciudad Real der Autonomen Region Kastilien-La Mancha.

## Lage
Arenas de San Juan liegt etwa 58 Kilometer nordöstlich von Ciudad Real in einer Höhe von ca. 680 m. 

## Bevölkerungsentwicklung
| Jahr      | 1970 | 1981 | 1991 | 2001 | 2011 | 2021 |
| Einwohner | 1281 | 1271 | 1013 | 1026 | 1012 | 890  |

## Sehenswürdigkeiten

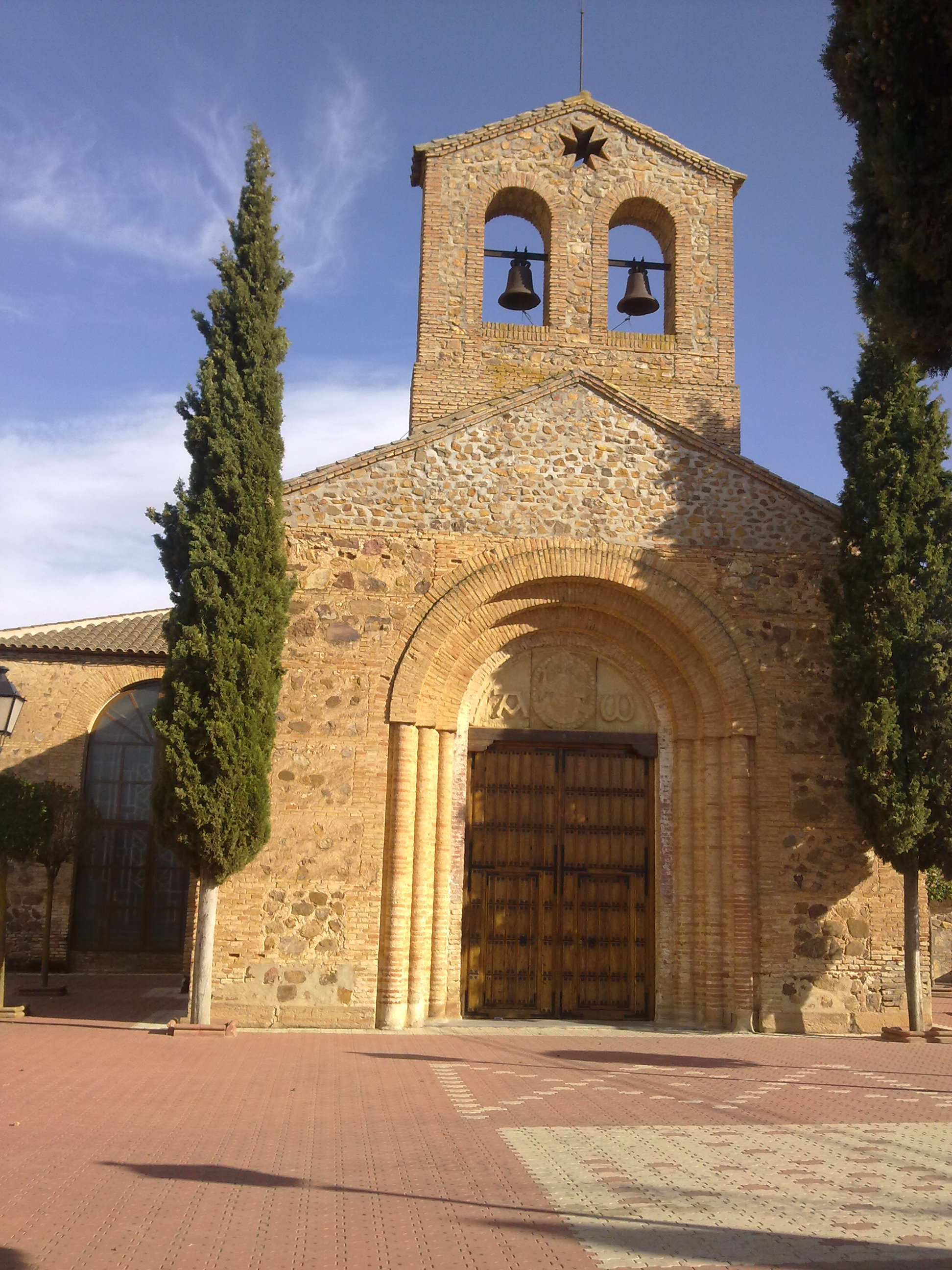
Marienkirche
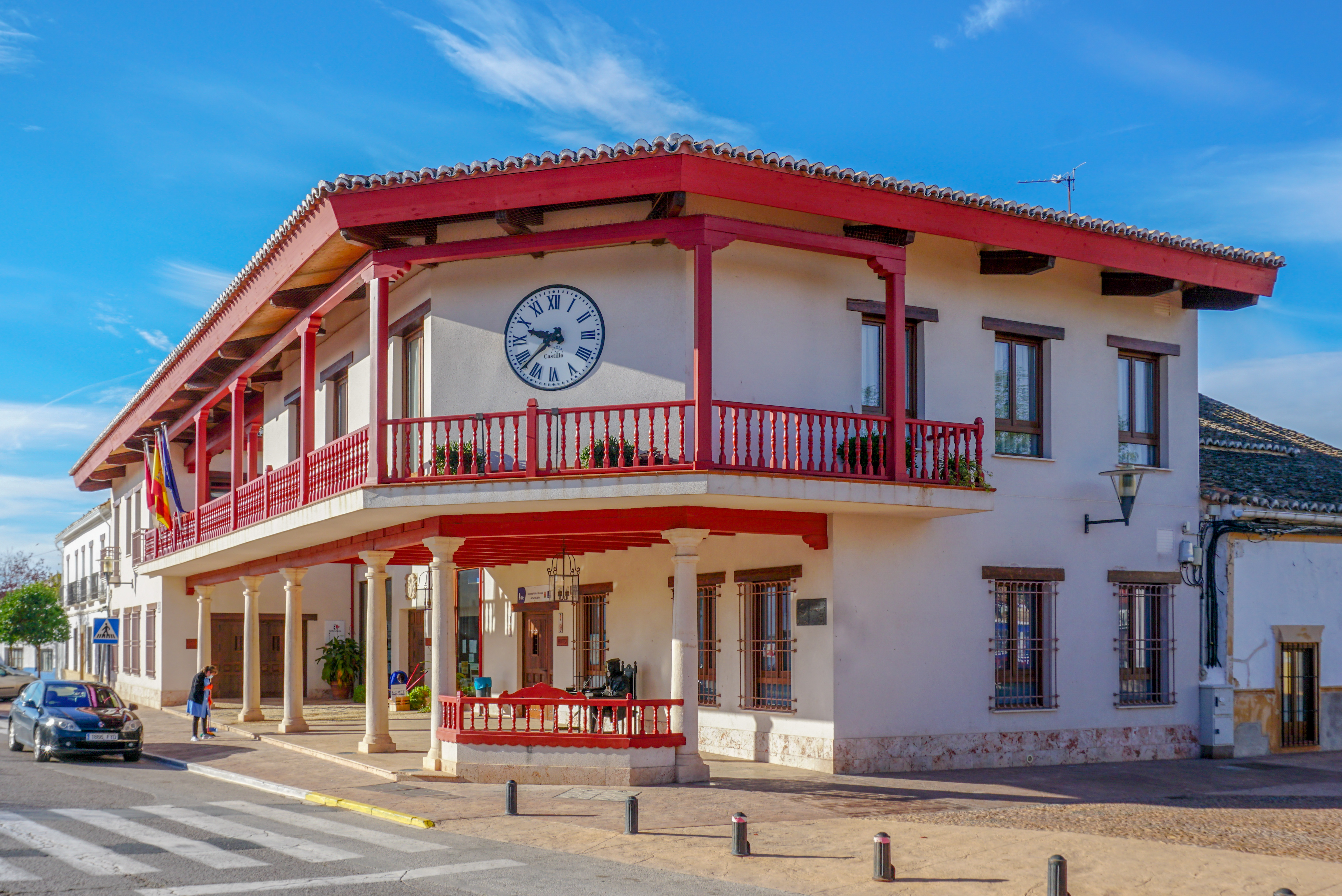
Rathaus

- Marienkirche
- Rathaus

## Persönlichkeiten
- Lydia Pavón (* 1998), Schauspielerin und Tänzerin